# Austin Collie
(en) Statistiques sur pro-football-reference
Austin Kirk Collie, né le 11 novembre 1985 à Hamilton (Ontario), est un joueur canadien de football américain évoluant au poste de wide receiver.
Étudiant à la Brigham Young University, il joua pour les BYU Cougars.
En 2009, il est drafté à la 127e place (quatrième tour) par les Colts d'Indianapolis.
En août 2013, il signe aux 49ers de San Francisco, puis en octobre de la même année aux Patriots de la Nouvelle-Angleterre.